# Счастливое тринадцатое
«Счастливое тринадцатое» (пол. Szczesliwa trzynastka) — польская кинокомедия 1938 года режиссёра Мариана Чауского. Музыку к фильму написал Ежи Петерсбурский .
Премьера фильма состоялась 7 апреля 1938 года.

## Сюжет
Стась Козелек, сотрудник универмага, вечный неудачник, верящий в суеверия. Он неохотно идёт на работу 13 числа, стороной обходит чёрных кошек. Долгое время был объектом насмешек коллег по работе и ярости менеджера.
Когда в пятницу 13-го он узнает из газеты, что номер его лотерейного билета выиграл главный приз, миллион злотых, Стась не может поверить своему счастью. Он холодно прощается с сотрудниками, для которых всегда был объектом насмешек и шуток, а в кабинете ошеломленного директора разбивает ценную лампу и с улыбкой на лице покидает его кабинет. Вместе со своим соседом, скрипачом Бончей, с которым был куплен лотерейный билет, идет на лотерею. Когда Стась узнает, что в газете была допущена ошибка и напечатан неправильный номер, он просто сходит с ума. Понимающее руководство берёт его обратно на работу, но в качестве «козла отпущения», которую вскоре он снова теряет, когда в отсутствие директора напивается и грубо обращается с важной клиенткой, актрисой Лолой Вульпи. Смирившись, без всякой надежды на будущее, главный герой решает расстаться с жизнью. На мосту он встречает молодую девушку Ханю Добожанку, девушку из ревю, которая также потеряла работу в театре и, как и он, хочет закончить свою жизнь в водах реки…

## В ролях
- Станислав Селяньский — Стась Козелек
- Хелена Гроссувна — Ханка Добожанка
- Юзеф Орвид — Бонча, сосед
- Мария Хмурковская — Лола Вульпи
- Владислав Грабовский — Бурлицкий
- Чеслав Сконечны — Словиковский
- Люцина Мессал — Ванда
- Юлиан Кржевинский — профессор
- Ежи Марр — Ежи Рунич, капельмейстер в театре Мираж
- Ян Цецерский — церемониймейстер
- Ежи Роланд — руководитель отдела рекламы
- Ежи Кордовский — дворник
- Ирена Скверчиньская — Томашува
- Зофия Вильчиньская — продавец